# Скуби-Ду: Рицарски терор
„Скуби-Ду: Рицарски терор“ (на английски: Lego Scooby-Doo! Knight Time Terror) е анимационен специален филм от 2015 г., който е направен в анимация за „Лего“ и е базиран на анимацията в събота сутрин „Скуби-Ду“. Той е създаден да промотира новите играчки на Лего Скуби-Ду, и е излъчен за първи път по Cartoon Network на 25 ноември 2015 г.

## В България
В България филмът е излъчен през 2017 г. по Картун Нетуърк като част от „Картун Нетуърк кино“.
Той е достъпен в стрийминг платформата „Ейч Би О Макс“.

### Нахсинхронен дублаж
| Роля               | Изпълнител       |
| ------------------ | ---------------- |
| Шаги               | Георги Стоянов   |
| Скуби-Ду           | Георги Спасов    |
| Чарли              | Георги Спасов    |
| Фред               | Кирил Бояджиев   |
| Дафни              | Златина Тасева   |
| Велма              | Татяна Етимова   |
| Уанда Гримсли      | Симона Нанова    |
| Кайл Гримсли       | Здравко Димитров |
| Адам               | Петър Върбанов   |
| Ловци на съкровища | Здравко Димитров |
| Ловци на съкровища | Петър Върбанов   |

| Обработка              | Александра Аудио (2017) |
| ---------------------- | ----------------------- |
| Изпълнителен продуцент | Васил Новаков           |
| Преводач               | Силвия Вълкова          |
| Режисьор на дублажа    | Василка Сугарева        |